# Edukacja zróżnicowana

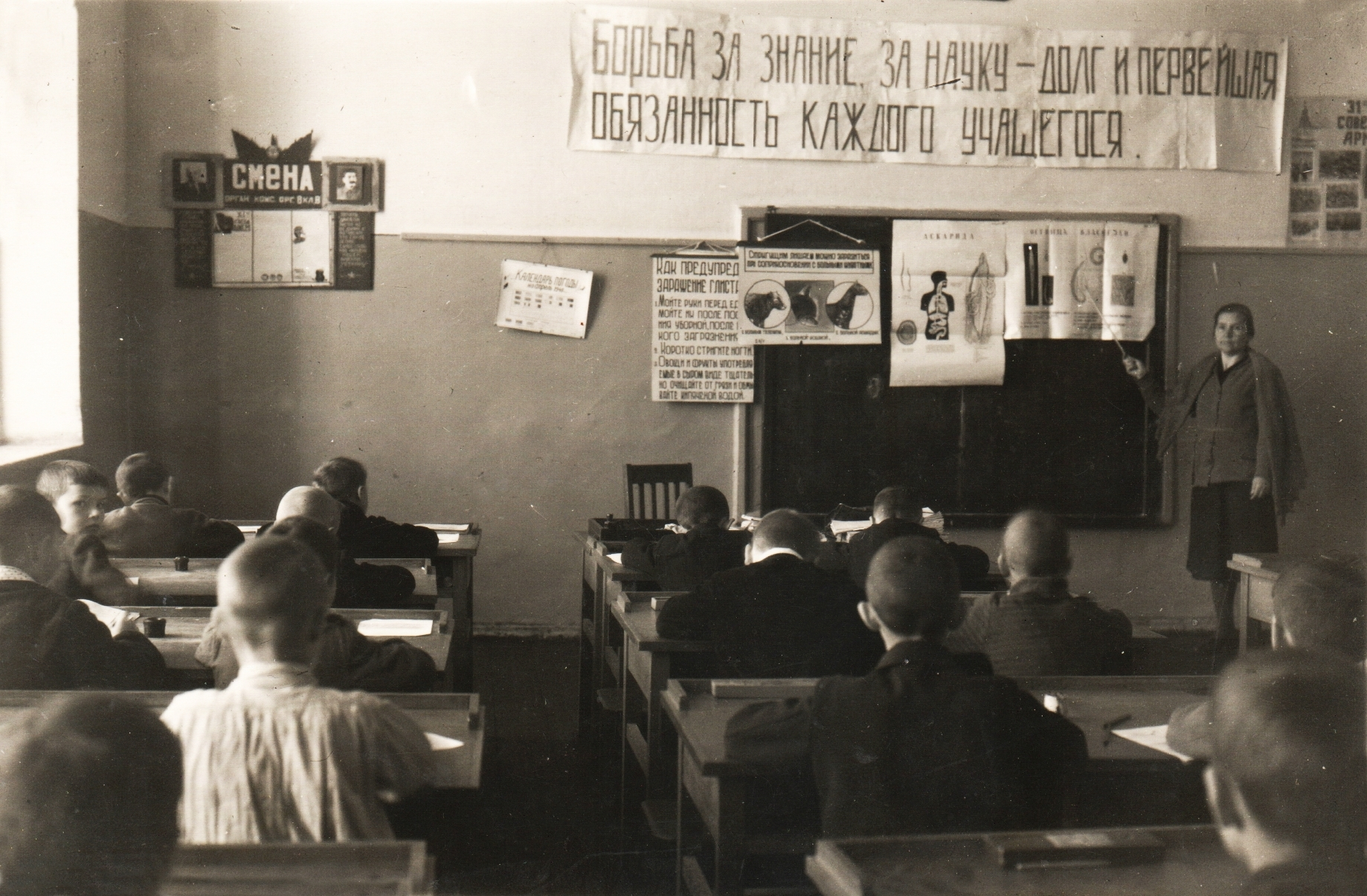
Szkoła podstawowa dla chłopców, Saratów, Związek Radziecki, 1949

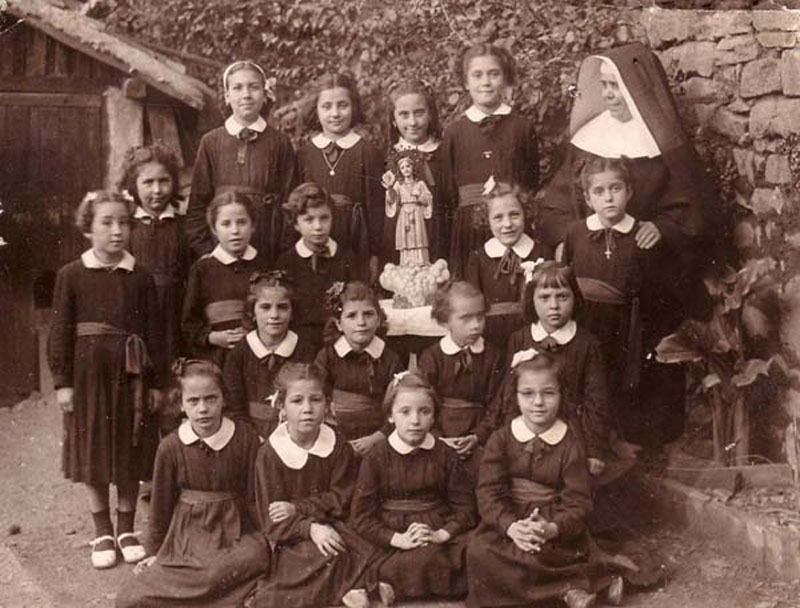
Szkoła dla dziewcząt, Hiszpania, 1951

Edukacja zróżnicowana ze względu na płeć (ang. single-sex education) – sposób kształcenia opierający się na pedagogicznym założeniu, że chłopcy i dziewczęta od pewnego wieku uczą się i rozwijają inaczej i potrzebują innego podejścia w szkole. Celem tego modelu edukacyjnego jest wyrównanie szans edukacyjnych obu płci.

## Formy edukacji zróżnicowanej
Edukacja zróżnicowana uwzględnia różne formy jej realizacji:
- tworzenie klas zróżnicowanych (dual academies) na wybrane przedmioty;
- tworzenie odrębnych placówek dla chłopców i dla dziewcząt[1].

## Historia
Edukacja zróżnicowana dominowała do połowy XX w., szczególnie w szkolnictwie średnim i wyższym.
W latach sześćdziesiątych XX wieku w krajach Europy Zachodniej w Stanach Zjednoczonych, Kanadzie, Australii i Nowej Zelandii niemal całkowicie zastąpiono model zróżnicowany modelem koedukacyjnym. Wobec krytyki tego modelu część szkół prywatnych powraca do rozdziału płci.
Na początku XXI w. w edukacji zróżnicowanej pojawił się termin antropologii diadycznej. Według tej koncepcji płeć różnicuje ludzi tak bardzo, że każda z obu płci posiada swoją własną „antropologię”.

## Wymieniane zalety
Wśród zalet edukacji zróżnicowanej ze względu na płeć, zwolennicy tej koncepcji wymieniają:
- większą wydajność w nauce zarówno chłopców, jak i dziewcząt;
- szacunek dla etapów dojrzewania każdej płci;
- metodykę kształcenia lepiej dostosowaną do płci[4];
- brak zachowań rywalizacyjnych, aby „zaistnieć”, „pokazać się” osobom drugiej płci[5].

## Wymieniane wady
Wady edukacji rozdzielnej, na jakie wskazują jej przeciwnicy, to:
- brak integracji pomiędzy osobami różnej płci w szkole;
- brak przygotowania młodzieży do współpracy z osobami płci przeciwnej w życiu dorosłym.

## Badania naukowe
Większość badań wskazuje, że choć istnieją drobne różnice w budowie mózgu osobnika płci męskiej i żeńskiej, to wynikające stąd różnice w percepcji i przetwarzaniu informacji przez chłopców i dziewczęta są znacznie mniejsze, niż indywidualne różnice między dziećmi tej samej płci. W przypadku osób dorosłych różnice sprawności intelektualnej między płciami przestają mieć jakiekolwiek znaczenie.
Przeprowadzone w Wielkiej Brytanii badania nie wykazały, aby chłopcy lub dziewczęta wybierali inne przedmioty lub mieli lepsze wyniki w nauce w zależności od tego, czy uczą się w szkołach koedukacyjnych, czy realizujących koncepcję edukacji zróżnicowanej. Istnieją bardzo dobre szkoły oparte na obu tych koncepcjach. Podstawowymi czynnikami są zdolności uczniów, środowisko, z jakiego się wywodzą oraz kwalifikacje nauczycieli. Autorzy przytaczanego badania przebadali szczegółowo argumenty zwolenników edukacji zróżnicowanej i stwierdzili, że zazwyczaj są to argumenty nieadekwatne lub wybiórczo przedstawiane.
Dotyczy to np. badań naukowych prowadzonych od początku lat 90., mających dowodzić, że dzieci ze szkół zróżnicowanych ze względu na płeć osiągają lepsze rezultaty niż dzieci ze szkół mieszanych.
O społecznych korzyściach płynących z edukacji zróżnicowanej pisał np. amerykański badacz Cornelius Riordan, powołując się na socjologa społecznego Jamesa Colemana.

## Edukacja zróżnicowana nieformalna
Istnieje szereg organizacji promujących edukację zróżnicowaną ze względu na płeć. Należą do nich m.in. Federacja Skautingu Europejskiego czy ZHR.
Na stronie FSE czytamy:
Aby stworzyć dobre warunki dla wychowania chłopców i dziewcząt, i uszanować naturalne zróżnicowanie rozwoju psychofizycznego obu płci, Stowarzyszenie postanowiło zaproponować rodzicom umieszczenie dziewcząt w jednostkach żeńskich, a chłopców w jednostkach męskich.

## Edukacja zróżnicowana na świecie

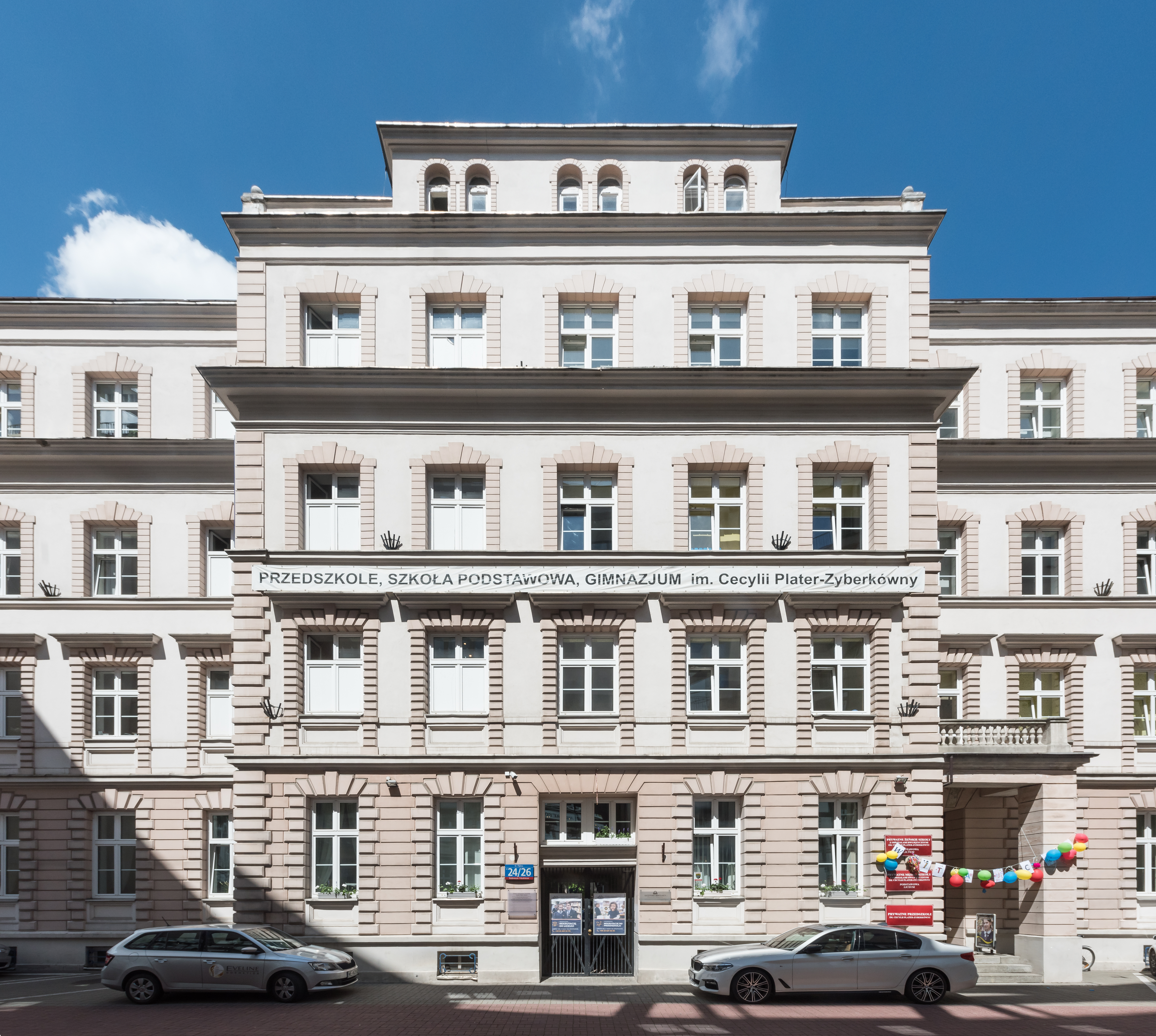
Prywatna Żeńska Szkoła im. Cecylii Plater-Zyberkówny w Warszawie

### Edukacja zróżnicowana w USA
W USA w roku 2001 wprowadzono poprawki do uchwalonej w 1972 roku ustawy edukacyjnej, które zniosły wcześniejszy nakaz koedukacji w szkołach publicznych. Przeznaczono również 450 mln USD rocznie na wsparcie edukacji zróżnicowanej w tych szkołach.
W rezultacie liczba szkół zróżnicowanych wzrosła z 4 w 1998 r. do 540 w 2009 r., według danych ze strony internetowej National Association for Single Sex Public Education

### Edukacja zróżnicowana w Europie
Jak podaje raport Komisji Europejskiej o edukacji w Europie z grudnia 2009, w Europie jedynie w kilku krajach istnieją publiczne szkoły zróżnicowane:
- ponad 500 w Wielkiej Brytanii (np. Eton College, Harrow School)
- 120 w Irlandii
- 27 w Grecji
- 25 na Malcie

Jak podaje raport, w Wielkiej Brytanii i Irlandii istnieje tradycja uważania szkół zróżnicowanych za „lepsze”.
W Irlandii widać spadek popularności edukacji zróżnicowanej. W 1975 r. 60% dzieci uczyło się w podstawówkach zróżnicowanych, w 2005 r. – 20%.
Jak podaje raport, w całej Europie istnieją prywatne szkoły zróżnicowane. W większości przypadków są to szkoły wyznaniowe (katolickie, protestanckie, muzułmańskie).

### Edukacja zróżnicowana w Polsce
Wiele szkół w Polsce przyjęło model edukacji zróżnicowanej. Są to np.:
- Prywatna Żeńska Szkoła im. Cecylii Plater-Zyberkówny w Warszawie
- Prywatne Liceum Ogólnokształcące Sióstr Nazaretanek z Oddziałami Międzynarodowymi – szkoła żeńska[12]
- Szkoła Podstawowa Sióstr Nazaretanek z Oddziałami Dwujęzycznymi – posiada klasy zróżnicowane[13]
- Salezjańska Szkoła Podstawowa im. Księdza Bosko[14]
- Niepubliczna Szkoła Podstawowa Szkrzydła w Lublinie – posiada klasy zróżnicowane [wymaga weryfikacji?]
- Placówki Stowarzyszenia Sternik
- Placówki stowarzyszenia SKWER (Stowarzyszenie Kulturalne Wspierania Edukacji i Rozwoju). Projekt edukacyjny Fregata.
  - Szkoła Podstawowa dla Chłopców Fregata[15]
  - Szkoła Podstawowa dla Dziewcząt Fregata[16]
- Szkoły w Szczecinie:
  - Szkoła Podstawowa dla Chłopców „Nawigator”[17]
  - Szkoła Podstawowa dla Dziewcząt „Fale”[18]
- Szkoła dla chłopców ISKRY we Wrocławiu[19]
- Szkoły w Katowicach (Stowarzyszenie Na Rzecz Edukacji i Rodziny WĘGIELEK):
  - Szkoła Podstawowa dla Chłopców Kuźnica[20]
  - Szkoła Podstawowa dla Dziewcząt Płomień[21]
- Szkoła Podstawowa Skała w Bielsku-Białej (Bielskie Stowarzyszenie Wspierania Edukacji i Rodziny „Światło”)[22]

W sierpniu 2011 roku z inicjatywy kilku osób, zaangażowanych w promowanie Edukacji Zróżnicowanej, powstał Pierwszy w Polsce serwis informacyjny o Edukacji Spersonalizowanej i Zróżnicowanej SESiZ.
Jego celem jest promowanie tego modelu nauczania poprzez współpracą z placówkami edukacyjnymi korzystającymi z tej formy edukacji.
Jednym ze stowarzyszeń promujących edukację zróżnicowaną w Polsce jest Stowarzyszenie Sternik
W dniach 7–8 października 2011 w Warszawie odbył się światowy kongres edukacji zróżnicowanej, na którym wystąpiło ponad trzydziestu prelegentów z całego świata.

### Edukacja zróżnicowana w innych krajach świata
- W Izraelu większość szkół religijnych jest zróżnicowana
- W Korei Południowej wiele szkół publicznych jest zróżnicowanych ze względu na płeć.

## Stowarzyszenia
Najważniejsze stowarzyszenia oraz strony promujące ten model kształcenia:
- NASSPE, National Association for Single Sex Public Education. [dostęp 2011-06-03]. (ang.).
- European Association of Single Sex Education. [dostęp 2011-06-03]. (ang.).
- Forum Edukacji Zróżnicowanej. [dostęp 2011-06-07].
- Girls’ Schools Association (GSA). [dostęp 2011-06-03]. (ang.).
- International Boys’ Schools Coalition (IBSC). [dostęp 2011-06-03]. (ang.).
- Prawo do wyboru modelu edukacji. [dostęp 2011-06-03]. [zarchiwizowane z tego adresu (2008-05-02)]. (ang.).
- Edukacja zróżnicowana. [dostęp 2011-06-03]. (hiszp.).
- Forum o edukacji zróżnicowanej. [dostęp 2011-06-03].
- Boys Education. [dostęp 2011-06-03]. (niem.).[]
- Fomento de Centros de Enseñanza: Edukacja zróżnicowana w Hiszpanii. [dostęp 2011-06-03]. (hiszp.).